# Zbigniew Bełz
Zbigniew Bełz, właśc. Józef Zbigniew Bełz (ur. 17 września 1955 w Gorzowie Wielkopolskim) – polski prawnik, działacz opozycji w PRL, następnie na emigracji.

## Życiorys
W 1978 ukończył studia prawnicze na Wydziale Prawa i Administracji Uniwersytetu Wrocławskiego, w latach 1980-1981 pracował jako asesor w Sądzie Rejonowym w Gorzowie Wielkopolskim. Od września 1980 był członkiem NSZZ „Solidarność”. W maju 1981 został wybrany delegatem regionu Gorzów Wielkopolski na I Krajowy Zjazd Delegatów „Solidarności”, na którym został wybrany członkiem prezydium Krajowej Komisji Rewizyjnej, był także członkiem Krajowej Komisji Koordynacyjnej Pracowników Wymiaru Sprawiedliwości. W lipcu 1981 należał do założycieli powstałej w Gorzowie Wielkopolskim Polskiej Partii Demokratycznej.
Po ogłoszeniu stanu wojennego ukrywał się. 13 grudnia 1981 zainicjował spotkanie członków Zarządu Regionu, którzy uniknęli internowania, następnie wspierał strajk w Zakładach Włókien Chemicznych Chemitex-Stilon w Gorzowie Wlkp., wszedł w skład Międzyzakładowego Komitetu Strajkowego w tym mieście. W czerwcu 1982 stanął na czele Regionalnej Komisji Wykonawczej, która miała koordynować działania struktur podziemnych związku, był także jednym z założycieli Solidarności Walczącej. Kierował RKW do aresztowania w kwietniu 1983. W czerwcu 1983 został zwolniony, we wrześniu 1983 Gazeta Lubuska opublikowała jego oświadczenie, w którym uznał działalność podziemną za bezcelową i szkodliwą, w grudniu postępowanie przeciwko niemu zostało umorzone na mocy amnestii. Nie mógł pracować jako prawnik, w związku z czym pracował w zakładzie rzemieślniczym i jako ajent kiosku warzywnego. Dalszej działalności podziemnej nie prowadził. W 1987 wyemigrował do Kanady i stanął na czele Biura Informacyjnego „Solidarności Walczącej” w Toronto.
Od 1988 jest wydawcą polonijnego dziennika „Gazeta” w Toronto.
W 2013 został odznaczony Krzyżem Kawalerskim Orderu Odrodzenia Polski "za wybitne zasługi w działalności na rzecz przemian demokratycznych w Polsce, za promowanie sukcesu polskiej transformacji wśród Polonii kanadyjskiej" (M.P. z 18.06.2014, poz. 481).